# Vergleichende Rechtswissenschaft
Die Vergleichende Rechtswissenschaft oder auch Rechtsvergleichung (komparative Rechtswissenschaft) ist ein Teilfach der Rechtswissenschaft, die sich mit dem Vergleich der verschiedenen Rechtsordnungen befasst.
Die älteste überlieferte rechtsvergleichende Untersuchung fand im antiken Griechenland statt: In seinen Nomoi verglich und bewertete Platon das Recht der griechischen Poleis.
Peter Häberle propagiert die Rechtsvergleichung neben den vier klassischen Auslegungsmethoden als fünfte. Sie gehört allerdings nicht zum etablierten Kanon.

## Abgrenzung und Einordnung
Die Rechtsvergleichung ist in Untersuchungsgegenstand und Erkenntnisinteresse von der Auslandsrechtskunde zu unterscheiden. Die Auslandsrechtskunde ermittelt fremdes Recht und ist Voraussetzung eines Rechtsvergleichs, während die Rechtsvergleichung in weiterer Folge die vergleichende Gegenüberstellung nationaler Rechtsordnungen und eine Analyse der Unterschiede und Gemeinsamkeiten der Rechtsordnungen darstellt.
Ebenso ist die Rechtsvergleichung von anderen Gebieten der Rechtswissenschaft, die sich ebenfalls mit ausländischem Recht beschäftigen, abzugrenzen. Solche Gebiete sind das Internationale Privatrecht, das Völkerrecht, die Rechtsgeschichte, die Rechtsethnologie sowie die Rechtssoziologie.
Der Rechtspluralismus untersucht das Nebeneinander von positivem Recht und anderen als verbindlich akzeptierten Verhaltensregeln in einer Gesellschaft.

## Gebiete
Unstrittig gehört zur Rechtsvergleichung die Vergleichung in der geltendrechtsbezogenen Rechtswissenschaft. Dies lässt sich nach Teilrechtsgebieten unterscheiden:
- Vergleichendes Öffentliches Recht
- Vergleichendes Strafrecht
- Vergleichendes Privatrecht

Manche Autoren definieren die Rechtsvergleichung breiter und fassen hierunter jede juristische Vergleichung. Dann erfasste die Rechtsvergleichung auch die Vergleichung in anderen juristischen Subdisziplin, die sich nicht auf das geltende Recht beziehen. Beispiele wären die Vergleichende Rechtsgeschichte, Rechtssoziologie etc. Doch überzeugt, diese aufgrund ihres Erkenntnisinteresses als Unterfälle der jeweiligen Subdisziplin einzuordnen.

## Ebenen
Unterschieden werden kann zwischen Vergleichen auf Makro- und auf Mikroebene.

### Vergleichung auf Makroebene
Die Rechtsvergleichung auf Makroebene oder auch Rechtskreislehre teilt die verschiedenen nationalen Rechtsordnungen der Welt nach Rechtskreisen ein; sie untersucht anhand rechtsgeschichtlicher Entwicklungen und Zusammenhänge Gemeinsamkeiten und Stilelemente von Rechtsordnungen. Gegenstand der Makrovergleichung sind die allgemeinen Methoden des Umgangs mit dem Rechtsstoff, die Streitschlichtungs- und Entscheidungsverfahren und die Arbeitsweise, Aufgaben und Funktionen der im Rechtsleben tätigen Personen (wie Richter, Anwälte, Ministerialjuristen, Gutachter, Sachverständige, Rechtslehrer, und so weiter).

### Vergleichung auf Mikroebene
Auf Mikroebene wird eine funktionale Rechtsvergleichung vorgenommen; es werden also auch Fragen nach den Gründen für eine bestimmte Ausgestaltung des Rechts sowie dessen Funktionen berücksichtigt. Gegenstand der Mikrovergleichung sind konkrete Einzelprobleme und ihre Lösungen, die einzelnen Rechtsinstitute und die Regeln, wie Interessenskonflikte in den verschiedenen Rechtsordnungen gelöst werden.
Im Mittelpunkt der Vergleichung stehen dabei die Vergleichsvariablen. Diese teilen sich in die zu erklärende abhängige Variable (Recht als Explanandum) und die erklärenden unabhängigen Variablen (Recht als Explanans).
Untersuchte man beispielsweise die Datenschutzlösungen verschiedener Länder, so wären die unterschiedlichen Datenschutzregelungen die abhängige Variable, während als unabhängige Variablen etwa die unterschiedlichen verfassungsrechtlichen Vorgaben herangezogen werden können.